# Cidade de Issa
Cidade de Issa (em árabe: مدينة عيسى; romaniz.: Madinat 'Isa) é uma cidade do Reino do Barém localizada na província Capital. De acordo com o censo de 2001, tinha 36 833.